# Leckstrom
Als Leckstrom bezeichnet man in der Elektrotechnik und Elektronik einen elektrischen Strom, der in Bauelementen über einen Pfad fließt, der nicht zur Leitung von Strom vorgesehen ist. Der Leckstrom ist ein wichtiger Indikator für den qualitativen Aufbau der Schichten von Halbleiterbauteilen. Die Höhe des Leckstroms bei Halbleiterbauteilen ist temperaturabhängig.
Auch der Ableitstrom wird (zumal im Englischen beides leakage current genannt wird) zuweilen als Leckstrom bezeichnet, obwohl der Leckstrom nur eine Komponente des Ableitstroms ist.

## Grundlagen
Im Idealfall sind Keramiken, wie sie in elektronischen Bauteilen verwendet werden, elektrische Isolatoren, sodass beim Anlegen eines elektrischen Feldes kein Strom fließen kann. Dies gilt insbesondere dann, wenn sich das Halbleiterbauteil im sperrenden Zustand befindet. In Sperrrichtung können dann theoretisch beliebig hohe Spannungen angelegt werden, ohne dass es zu einem Stromfluss kommt. Allerdings wird dieser Idealfall in der Realität nicht erreicht. Insbesondere bei Leistungshalbleitern fließt auch in Sperrrichtung ein kleiner Strom, der als Leckstrom bezeichnet wird. Der Leckstrom unterliegt einer Vielzahl von unterschiedlichen Einflüssen. Die Höhe des Leckstroms ist neben der Dielektrizitätskonstanten ein wichtiges Kriterium für die Nutzung von elektronischen Bauteilen mit elektrokeramischen Dünnschichten.

## Auftreten
Leckströme können auftreten, wenn
- es in Solarmodulen zu Potentialschwankungen des Wechselrichters kommt;[8]
- im Inneren von Halbleitern spontan freie Ladungsträger entstehen, die durch eine angelegte elektrische Spannung im Halbleiterkristall wandern;[11] dies kann z. B. durch erhöhte Temperatur[1] oder Strahlung verursacht[11] bzw. verstärkt werden;[1]
- sich Leckstrompfade z. B. über den Mesa-Rand von Si-FET bilden;[10]
- gewöhnliche Leistungshalbleiter sich im Sperrzustand befinden,[8] speziell auch Schottky- und Feldeffekt-Halbleiter.[9]